# Оттільйо
Оттільйо (італ. Ottiglio, п'єм. Autij) — муніципалітет в Італії, у регіоні П'ємонт,  провінція Алессандрія.
Оттільйо розташоване на відстані близько 490 км на північний захід від Рима, 55 км на схід від Турина, 28 км на північний захід від Алессандрії.
Населення — 649 осіб (2014).
Щорічний фестиваль відбувається 2 серпня. 

## Демографія
Населення за роками:

Станом на 1 січня 2023 року в муніципалітеті офіційно проживало 57 іноземців з 16 країн, серед них 17 громадян країн Євросоюзу.

## Сусідні муніципалітети
- Казорцо
- Челла-Монте
- Черезето
- Фрассінелло-Монферрато
- Граццано-Бадольйо
- Монкальво
- Олівола
- Сала-Монферрато